# Vortex emarginatum
Vortex emarginatum is een soort in de taxonomische indeling van de platwormen (Platyhelminthes). De worm is tweeslachtig en kan zowel mannelijke als vrouwelijke geslachtscellen produceren. De soort leeft in zeer vochtige omstandigheden. 
De platworm komt uit het geslacht Vortex. Vortex emarginatum werd in 1862 beschreven door Diesing.